# Konstanty Peszyński
Konstanty Peszyński (ur. 10 października 1892, zm. 20 listopada 1941 w ZSRR) – major korpusu sądowego Wojska Polskiego.

## Życiorys
Konstanty Peszyński urodził się 10 października 1892. Po odzyskaniu przez Polskę niepodległości wstąpił do Wojska Polskiego. Został awansowany na stopień kapitana w korpusie oficerów zawodowych sądowych ze starszeństwem z dniem 1 czerwca 1919. W latach 20. służył w Wojskowym Sądzie Okręgowym Nr III, początkowo z siedzibą w Grodnie, od 1924 w Wilnie, gdzie w tym w roku pełnił funkcję sędziego śledczego, a na przełomie lat 20. i 30 był podprokuratorem przy tymże sądzie. W latach 30. został awansowany na stopień majora.
W Wilnie udzielał się amatorsko jako malarz, tworzył głównie obrazy przedstawiające martwą naturę, został członkiem powołanego w 1931 Wileńskiego Towarzystwa Niezależnego Artystów Malarzy i brał udział w jego wystawach w pierwszej połowie lat 30. (np. 20 września 1931 w Wilnie, w 1933 w Warszawie).
Podczas II wojny światowej zmarł 20 listopada 1941 na obszarze Związku Sowieckiego w łagrze 47 na północnym Uralu, oddział 10. W tym samym miejscu 11 grudnia 1941 zmarł płk Stanisław Ostrowski.